# Giovanni Invernizzi (Fußballspieler, 1931)
Giovanni Invernizzi (* 26. August 1931 in Albairate; † 28. Februar 2005 in Mailand) war ein italienischer Fußballspieler und -trainer. Als Aktiver schon lange Zeit bei Inter Mailand spielend, errang er mit dem italienischen Meistertitel der Saison 1970/71 mit diesem Verein als Trainer den Scudetto. Neben Inter coachte er nur noch unterklassige Vereine wie AS Taranto Calcio und Piacenza Calcio.

## Spielerkarriere
Giovanni Invernizzi spielte von 1949 bis 1960 für Inter Mailand, in dessen Trikot er zu insgesamt 148 Ligaspielen mit sechs Treffern kam. Zuvor hatte der Abwehrspieler bereits die Jugendabteilungen von Inter besucht. Sein Debüt für Inter Mailand gab er unter Trainer Giulio Cappelli am 30. April 1950 bei einer 0:1-Niederlage gegen den AC Turin. In der Folge konnte er sich jedoch nicht richtig durchsetzen und wurde zur Saison 1950/51 an den CFC Genua ausgeliehen, mit dem er allerdings den Abstieg in die zweitklassige Serie B hinnehmen musste. Von 38 möglichen Saisonspielen machte Invernizzi 22. Danach kehrte er zu Inter Mailand zurück und konnte sich wiederum nicht in der ersten Mannschaft etablieren, die Spielzeit 1951/52 beendete er mit vier Ligaeinsätzen. Es folgten nun zwei Jahre mit Leihgeschäften zur US Triestina beziehungsweise zu Udinese Calcio. Bei diesen zwei Stationen entwickelte sich Giovanni Invernizzi zu einem gestandenen Erstligaprofi, nach seiner Rückkehr nach Mailand avancierte er zum Stammspieler und kam in den folgenden sechs Jahren zu 141 Ligaspielen im Dress der Nerazzurri. Große Erfolge feierte Invernizzi in dieser Zeit aber nicht, er verließ den Verein, da er unter dem neuen Trainer Helenio Herrera nicht mehr zum Zuge kam. Es entwickelte sich in der Folge der Grande Inter, dem in den 1960er-Jahren weltweit Erfolge gelingen sollte.
Im Sommer 1960 ging Giovanni Invernizzi zum AC Turin, wo er ein Jahr lang unter Vertrag stand. Im Stadio Filadelfia kam er nur siebzehn Mal zum Einsatz und belegte mit seiner Mannschaft als Aufsteiger den zwölften Platz in der Serie A 1960/61. Da er nur wenig zum Einsatz kam, wechselte Invernizzi nach Ende der Saison 1960/61 abermals den Klub und spielte fortan für die AC Venedig, der 1961 in die Serie A aufgestiegen war. Mit der Unterstützung Giovanni Invernizzis, der sich in Venedig erneut nicht richtig durchsetzen konnte und nur neun Ligapartien absolvierte, wurde der AC Venedig am Ende Zwölfter und hielt die Klasse. Invernizzi indes zog nach Saisonende weiter und schloss sich dem FC Como an, wo er in den kommenden zwei Jahren seine Laufbahn ausklingen ließ. In zwei Jahren brachte es Giovanni Invernizzi noch einmal zu 47 Ligaspielen für Como.
Im Jahre 1958 wurde Giovanni Invernizzi einmal im Dress der italienischen Fußballnationalmannschaft eingesetzt. Dieses eine Länderspiel machte er in Belfast gegen Nordirland. Da Italien die Qualifikation für die Fußball-Weltmeisterschaft 1958 in Schweden verpasste, blieb Giovanni Invernizzi eine Weltmeisterschaftsteilnahme verwehrt. Auch weitere Länderspiele waren ihm nicht vergönnt.

## Trainerkarriere
Einige Jahre nach dem Ende seiner aktiven Laufbahn als Fußballspieler begann Giovanni Invernizzi eine Laufbahn als Trainer. Zunächst bekleidete er das Amt des Coaches der zweiten Mannschaft von Inter Mailand. Als Heriberto Herrera bei Internazionale im November 1970 entlassen wurde, wurde Invernizzi zum neuen Trainer der ersten Mannschaft befördert. Invernizzi führte das Team um Spieler wie Gianfranco Bedin, Jair da Costa und Mario Corso, der unter Herrera nicht mehr berücksichtigt wurde, unter Invernizzi aber gute Leistungen zeigte, zur Meisterschaft. Der Titelgewinn in der Serie A 1970/71 bedeutete für Inter Mailand die bis dato elfte Meisterschaft und sollte für fast zehn Jahre die letzte sein. Im Sommer 1971 endete die Zeit des Grande Inter endgültig, danach konnte man nicht wieder an die Leistungen vergangener Tage anknüpfen. Die Serie A 1971/72 beendete Inter Mailand mit Giovanni Invernizzi als Verantwortlicher an der Seitenlinie nur auf dem fünften Platz, während sich Juventus Turin die italienische Fußballmeisterschaft sicherte. Im Europapokal der Landesmeister 1971/72, für den sich Inter als italienischer Meister 1971 qualifiziert hatte, erreichte man nach Erfolgen gegen AEK Athen aus Griechenland, Borussia Mönchengladbach aus Deutschland, Standard Lüttich aus Belgien sowie Celtic Glasgow aus Schottland das Endspiel, wo man allerdings am aufstrebenden niederländischen Verein Ajax Amsterdam mit 0:2 durch zwei Tore von Johan Cruyff scheiterte.
Die Saison 1972/73 verlief erneut nicht nach den Vorstellungen der Verantwortlichen von Inter Mailand, wofür die Chefetage auch Trainer Giovanni Invernizzi mit verantwortlich machte. Man entließ den Coach im Saisonverlauf nach einer Reihe schlechter Ergebnisse und ersetzte ihn durch Enea Masiero, der jedoch auch nicht den gewünschten Erfolg brachte. Die Saison beendete Inter Mailand erneut nur auf dem fünften Tabellenplatz. Zudem kam das Aus im UEFA-Pokal 1972/73 bereits in der dritten Runde gegen den portugiesischen Vertreter Vitória Setúbal.
Nach seinem Rausschmiss bei Inter Mailand wurde Giovanni Invernizzi schon bald neuer Trainer des Zweitligisten AS Taranto, mit dem er in der Serie B 1973/74 den sechsten Platz belegte und nach der Saison zu Brindisi Sport wechselte. Dort und auch bei seinem letzten Verein als Fußballtrainer, Piacenza Calcio, blieb Giovanni Invernizzi relativ erfolglos. Er beendete seine Laufbahn als Fußballtrainer im Jahre 1976 nach nur sechs Jahren im Job. Danach kehrte er zu Inter Mailand zurück und fungierte als Spielerbeobachter und Scout für den Verein. Giovanni Invernizzi starb am 28. Februar 2005 im Alter von 73 Jahren in einem Mailänder Krankenhaus nach langer Krankheit.

## Erfolge
- Italienische Meisterschaft: 1×

1970/71 mit Inter Mailand
- Endspiel im Europapokal der Landesmeister: 1×

1971/72 mit Inter Mailand